# Baltic (2010)
El buque de salvamento Baltic es un remolcador de altura de 63 metros de eslora, con una fuerza de tracción de 127 toneladas, diseñado y construido en los Astilleros Armón situados en Vigo, España.
El Baltic es propiedad de la sociedad Arbeitsgemeinschaft Küstenschutz, un consorcio de remolcadores alemán, estando fletado por el gobierno de Alemania, a través del Ministerio Federal de Transporte, Construcción y Desarrollo Urbano. El Baltic reemplazó al remolcador Fairplay 26 como remolcador de altura, estando basado en Warnemünde en la costa del Mar Báltico. El barco fue comisionado el 24 de septiembre de 2010.

### Buques de la clase
- Clase Luz de Mar